# Александровка (Межевский район)
Алекса́ндровка (укр. Олександрівка) — село,
Веселовский сельский совет,
Межевский район,
Днепропетровская область,
Украина.
Код КОАТУУ — 1222682202. Население по переписи 2001 года составляло 275 человек.

## Географическое положение
Село Александровка находится на расстоянии в 0,5 км от села Антоновское,
в 1-м км от села Весёлое,
в 4,5 км от пгт Межевая.
По селу протекает пересыхающий ручей с запрудой.
Рядом проходят автомобильная дорога Т-0406 и
железная дорога, станция Межевая в 5 км.